# Friedrich Matthaei (Mediziner)

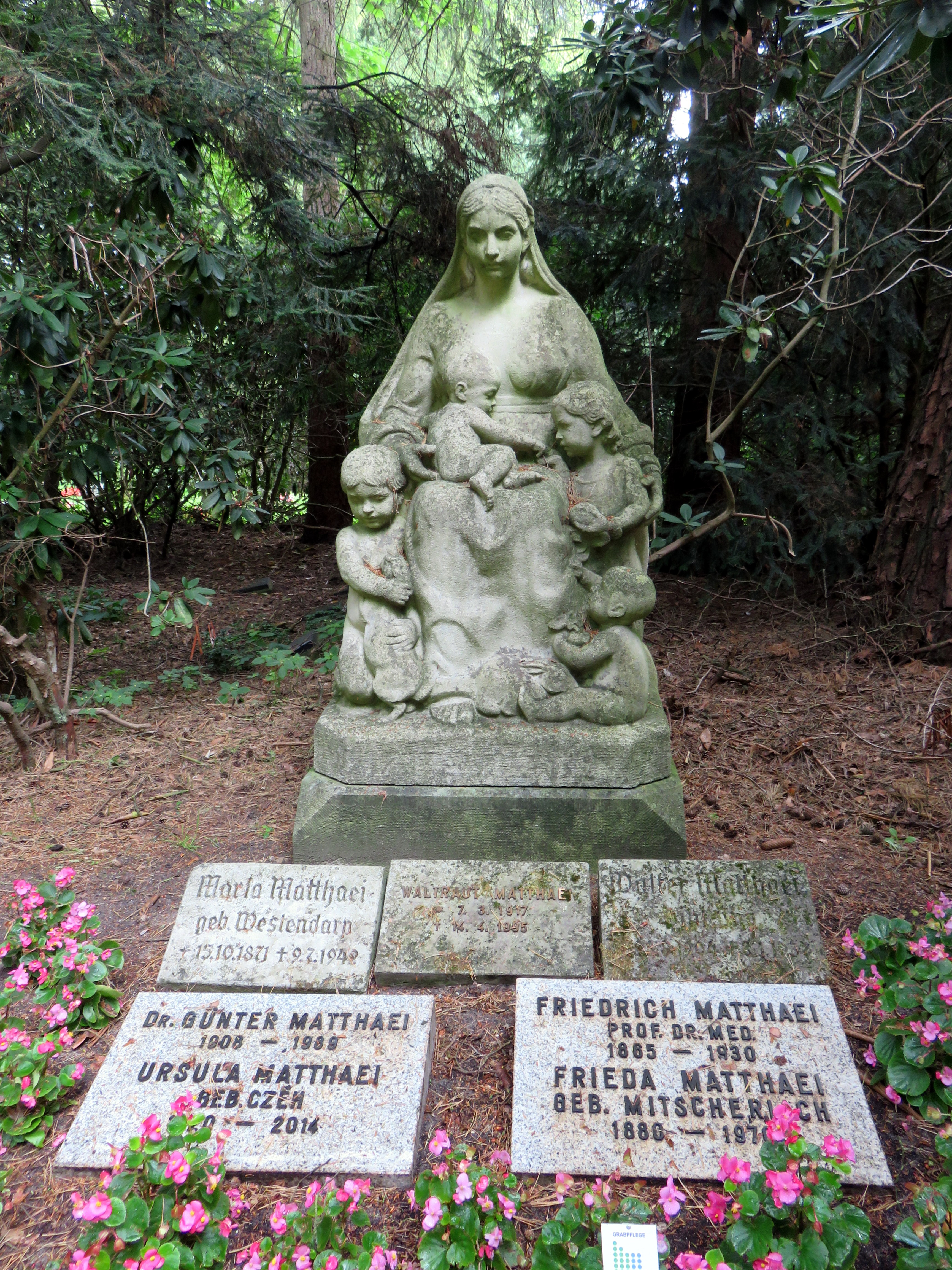
Familiengrab auf dem Ohlsdorfer Friedhof mit Kissenstein für Friedrich und Frieda Matthaei

Friedrich Matthaei (* 6. Mai 1865 in Valparaíso, Chile; † 21. August 1930 in Hamburg) war ein deutscher Gynäkologe.

## Leben
Als Sohn eines Hamburger Kaufmanns kam Matthaei mit seinen Eltern 1875 nach Deutschland. Nach dem Abitur an der Gelehrtenschule des Johanneums erholte er sich 1884/85 in Cornwall von einem Typhus. Er studierte ab dem Sommersemester 1885 an der Eberhard Karls Universität Tübingen Vorklinik und wurde im Corps Suevia Tübingen aktiv. Am 5. Dezember 1885 recipiert, bewährte er sich als Consenior und Senior. Nach drei Semestern inaktiviert, wechselte er an die Philipps-Universität Marburg, an der er im Sommersemester 1887 das Physikum bestand. Er kehrte für einige Monate nach Tübingen zurück und ging für den klinischen Teil des Studiums an die Universität Leipzig. Mit seinem Corpsbruder Heinrich Albers-Schönberg verkehrte er als MC bei Misnia. Als es im Senioren-Convent zu Leipzig Streit gab, focht er mit Albers-Schönberg auf Misnias Farben eine PP-Suite gegen Guestphalia Leipzig. In Leipzig wurde er approbiert und zum Dr. med.  promoviert. Misnia verlieh ihm und Albers-Schönberg 1891 die  Corpsschleife. Im Sommer desselben Jahres trat er in Konstanz als Einjährig-Freiwilliger in das Infanterie-Regiment „Kaiser Friedrich III.“ (6. Badisches) Nr. 114.
Bei Robert von Olshausen in Berlin zum Gynäkologen ausgebildet, ließ er sich 1895 in Hamburg nieder. 1901 wurde er Oberarzt am Vereinshospital des  Vaterländischen Frauen-Hülfs-Vereins am Schlump. Er trieb den Ausbau des Hauses voran. Als das Alte Allgemeine Krankenhaus St. Georg 1909 eine gynäkologische Station erhielt, wurde Matthaei als Leitendem Oberarzt die Leitung übertragen. Als Reserveoffizier schied er 1913 aus der Preußischen Armee aus. Im  Ersten Weltkrieg diente er im  Deutschen Roten Kreuz als Chefarzt des Lazarettzugs T, mit dem er Verwundete von Brüssel nach Hamburg brachte. Er  habilitierte sich bei der Gründung der Universität Hamburg. Theodor Heynemann war 1919 der erste Lehrstuhlinhaber für Gynäkologie. 1920 wurde Matthaei zum Professor ernannt. Mit dem  Radiologen Hermann Holthusen widmete er sich der Strahlentherapie von gynäkologischen Karzinomen. Mit 65 Jahren erlag er einem Schlaganfall.
In zweiter Ehe verheiratet war er mit der Bildhauerin Frieda Mitscherlich (1880–1970), Tochter des Chirurgen Gustav Alfred Mitscherlich und Schwester von Eilhard Alfred Mitscherlich.

## Grab
Auf dem Friedhof Ohlsdorf in Hamburg befindet sich bei Planquadrat AC 12 (Stiller Weg westlich Nordteich) auf der Familiengrabstätte Matthaei die von Frieda Mitscherlich-Matthaei geschaffene Grabskulptur mit davor liegendem Kissenstein für sie und Friedrich Matthaei.